# Нийота Ухура
Нийо́та Уху́ра (англ. Nyota Uhura, от суахили nyota — звезда и uhuru — свобода) — персонаж научно-фантастического телевизионного сериала «Звёздный путь: Оригинальный сериал», мультсериала «Звёздный путь: Анимационный сериал», сериала Звездный путь: Странные новые миры и полнометражных фильмов
- Звёздный путь: Фильм
- Звёздный путь II: Гнев Хана
- Звёздный путь III: В поисках Спока
- Звёздный путь IV: Дорога домой
- Звёздный путь V: Последний рубеж
- Звёздный путь VI: Неоткрытая страна
- Звёздный путь (фильм, 2009)
- Стартрек: Возмездие.

В её честь назван кратер Ухура на Хароне.

## Карьера
Ухура была назначена на звездолёт «Энтерпрайз» в 2266 в звании лейтенанта и должности старшего офицера по связи. Она прослужила на этой должности всю пятилетнюю миссию «Энтерпрайза», а также впоследствии, в 2271, занимала её под командованием капитана Уилларда Декера и контр-адмирала Кирка.
В 2271 Ухура получила звание коммандера.
В 2293 Ухура была переведена на службу в Академию Звёздного флота. Дальнейшая её биография неизвестна.

### Альтернативная вселенная
В фильме «Звёздный путь» (2009) Зои Салдана играет молодую Ухуру, которая ещё только кадет Академии, но с развитием сюжетной линии её продвигают до офицера связи. У Ухуры довольно прохладные отношения с Кирком после его пьяного флирта с ней. Но она, в конечном счёте, признаёт его капитаном «Энтерпрайза».
Заметны и романтические отношения в инцидентах со Споком. Хотя неясно, когда они начались, но первый намёк был сделан, когда при попытке избежать обвинений в фаворитизме Спок назначает её на USS «Фаррагут». Ухура требует, чтобы он назначил её на USS «Энтерпрайз». Используя его собственную логику против него же, она легко добивается своего, так что она заработала своё место на флагмане благодаря собственным заслугам.
В одном из первых эпизодов Оригинального сериала («Ловушка для человека») был сделан намёк на потенциальные романтические отношения Ухуры и Спока, он показан в следующей беседе:

Ухура: Я — нелогичная женщина, которая в данный момент начинает чувствовать себя частью этой коммуникационной консоли. Почему бы Вам не сказать мне, что я привлекательная молодая леди, или спросить, была ли я когда-нибудь влюблена? Расскажите мне, как выглядит планета Вулкан в свете полной луны.
Спок: У Вулкана нет луны, мисс Ухура.
Ухура: Я не удивлена, мистер Спок.

## Имя
Фамилия Ухура происходит от слова Uhuru у племен Суахили и в переводе означает «Свобода». Существует мнение, что Джин Родденберри назвал персонажа так в честь африканского социалистического движения Ухуру, основанного танзанийским лидером Джулиусом Ньерере.
Имя Ухуры в «Оригинальном сериале» никогда не называлось.
Тем не менее, существовало как минимум три неофициальных варианта её имени: «Нийота», «(У)Пенда» и «Самара».

### Нийота
Нийота — наиболее популярная версия имени Ухуры. Она встречается в оригинале сценария «Оригинального сериала» и упоминалось Уильямом Шетнером в его записках.
Вышедший в 2009 году полнометражный фильм «Звёздный путь» официально закрепил за персонажем Ухуры имя Нийота.